# Максимкин Яр
Макси́мкин Яр (рос. Максимкин Яр) — присілок у складі Верхньокетського району Томської області, Росія. Входить до складу Степановського сільського поселення.

## Населення
Населення — 4 особи (2010; 20 у 2002).
Національний склад (станом на 2002 рік):
- росіяни — 60 %